# Парламентские выборы в Швеции (2022)
11 сентября 2022 года в Королевстве Швеция прошли выборы, на которых были избраны 349 депутатов Риксдага, которые в свою очередь изберут Премьер-министра Швеции. В этот же день, согласно законодательству Швеции, также прошли муниципальные и региональные выборы. Всего 7 772 120 граждан Швеции обладали правом голоса, из которых 6 544 464 граждан воспользовались данным правом.
Данные выборы обладали значимым влиянием на политику Швеции. Так, на прошлых выборах, правящая с 2014 года левоцентристская коалиция, лишь с небольшим отрывом превзошла коалицию правых сил, из-за чего правые силы официально распустили свою коалицию. По итогу, левые центристы получили мандат на четыре года, что стали настоящим испытанием для них. Пандемия COVID-19, правительственный кризис 2021 года в Швеции, Вторжение России на Украину и соответствующая реакция на угрозу безопасности — через всё это пришлось пройти правительству коалиции левых сил. Из-за подобных событий, правые вновь взяли курс на создание любой (в том числе с правыми радикальными силами) коалиции, лишь бы заполучить большинство в парламенте.
По итогам выборов, ожидаемая коалиция левого центра, состоящая из социал-демократов, зелёных, центристов и левых в общей сумме набрала 48,8 % голосов или же 173 места. Правые же силы, что желают сформировать коалицию из правых национал-популистов, консерваторов, христианских демократов и либералов получили 49,7 % голосов и, соответственно, 176 мест. Несмотря на формальную коалицию, по сути именно либералы определят правящую коалицию. Так, при текущем раскладе теоретически возможны только две коалиции: правых сил с 176 местам против 173, а также коалиция левых центристов с либералами, которые суммарно получат 189 мест против 160, что впрочем маловероятно из-за уже заключённого договора либералов с правыми национал-популистами. В результате данного расклада, премьер-министр и по совместительству лидер социал-демократов подал в отставку.

## Избирательная кампания

### Проблемы и вопросы, тревожащие общественное мнение
По данным опроса института социологии и общественного мнения, избиратели отметили следующие вопросы, что их беспокоили: преступность (41 % респондентов), здравоохранение (33 %), интеграция в общество мигрантов (31 %), окружающая среда (26 %), образование (24 %), социальные проблемы (14 %), проблемы возрастной политики (13 %), рынок труда (6 %), институты демократии (5 %) и экономика (4 %). На вопрос «Какие вопросы или проблемы вы считаете наиболее значимые на сегодня?» ответило 4787 человека, где было возможно указать до трёх проблем сразу. Схожие данные подтверждает и статистическое управление Швеции.

### Избирательные кампании
Начало избирательной кампании пришлось на начало 2022 года, и большинство партий моментально выпустили свои манифесты, а также активно начали продвигать свои позиции. Так, социал-демократы пообещали решить проблемы с изменением климата, преступностью и ростом цен, а также создания безусловной бесплатной системы дошкольного образования для детей. Помимо этого, социал-демократы активно высказывались в пользу ядерной энергетики, а также активно критиковали умеренных за чёрный пиар и, в том числе, обвинения СДРПШ в слабости.
Умеренные же построили свою кампанию на миграции, и в частности пообещали снизить уровень миграции до уровня Дании и Норвегии, а также установить пороговые значения для электроэнергии. Шведские демократы использовали схожую, но куда более радикальную риторику, выступая за нулевую миграцию и огромные сроки за нелегальную миграцию и для мигрантов в принципе. Из-за своей позиции, шведские демократы резко усилили свою популярность, став второй партией в стране.
В рамках попытки выхода из кризиса, силы левого центра предложили центристам вновь войти в коалицию после выборов. Из-за данного события, центристы (как и другие силы коалиции) стали главной целью для нападений ультраправой неонацистской группировки Движения сопротивления Северных Стран. Левые также подтвердили, что они готовы войти в будущую коалицию левого центра.
Христианские демократы же выступали с позиций значимого расширения числа видеокамер в стране, а также борьбой с организованной преступностью и повторным открытием закрытых АЭС. Либералы выступили со схожим заявлением, поддержав развитие атомной и зелёной энергетики, а также те активно критиковали социал-демократов и всеми силами пытались демонстративно, как и умеренные, показать свою неприязнь, вызвав широкий спор из-за автобусного тура, в котором тоже должны были участвовать оные, а также демонстративно раскритиковав их модель бюджета.
Зелёные же, как и на прошлых выборах, акцентировали внимание на проблемах экологии и социологии, в частности замену ископаемого топлива, развития железнодорожной инфраструктуры, а также введения систем прямой демократии.
| Партия                 | Манифест | Слоган                                            | Агитация | Музыкальная тема |
| ---------------------- | --- | ------------------------------------------------- | -------- | ---------------- |
| Социал-демократы       | Согласно предвыборному манифесту СДРПШ, те выдвинули следующие основные тезисы: «покончить с остатками преступностью и сегрегацией»; «вернуть демократический контроль над благосостоянием граждан»; «увеличить число рабочих мест и усилить борьбу с климатом»; «принять ответственную политику в экономике против роста цен». | Вместе мы можем сделать Швецию лучше!             | [ 23 ]   | [ 24 ]           |
| Умеренные              | Согласно своему предвыборному манифесту, партия намерена: «восстановить рабочие места и защитить деньги домашних хозяйств»; «сделать Швецию мощным „рулевым колесом“ политического наступления западного мира»; «развить ядерную энергетику»; «укрепить обороноспособность и вступить в НАТО». | Давайте приведём Швецию в порядок!                | [ 26 ]   | [ 27 ]           |
| Шведские демократы     | Манифест партии гласит, что партия намерена: «защитить домохозяйства и компании от энергетического кризиса»; «восстановить благосостояние Швеции»; «выделить особое место безопасности»; «сделать миграционную политику жёсткой». | Швеция снова будет хороша… И никаких пустых слов! | [ 29 ]   | [ 30 ] [ 31 ]    |
| Центр                  | По предвыборному манифесту, центристы выдвинули ряд тезисов: «создать орган надзора за климатом для начала борьбы с его изменением»; «все граждане должны получить новый глоток, рост свободы и безопасности»; «создать стабильную Швецию с равными возможностями для всех»; «создать идеальные условия для малого бизнеса и его развития»; «снизить налоговое бремя»; «создать условия для защиты и развития либеральной демократии»; «развить обороноспособонсть страны» и «расширение дипломатии». | На благо Швеции!                                  | [ 33 ]   |                  |
| Левые                  | Согласно предвыборной программе, партия намерена за свой срок: «инвестировать в решение проблем изменения климата»; «не разделять, а обезопасить общество»; «заставить почувствовать каждого рабочего его защищённость на работе»; «создать новое общество без насилия»; «сделать страну всеобщего благосостояния с бесплатной медициной и образованием»; «отстоять независимость культуры». | Другие обещают, а мы действуем!                   | [ 35 ]   |                  |
| Христианские демократы | В предвыборном манифесте, христианские демократы сделали ставку на развитие здравоохранения, сокращение преступности, укреплению семейных ценностей, снижению цен на топливо, а также улучшения условий и качества жизни пенсионеров. | Сделаем Швецию более безопасной!                  | [ 37 ]   | [ 38 ]           |
| Либералы               | Главная цель либералов по итогу выборов — транзит власти от левых к правым силам и возвращения власти в пользу либерально-буржуазной силы. | Без нас не произойдёт смена власти!               | [ 40 ]   |                  |
| Зелёные                | Среди основных тезисов зелёных можно выделить борьбу с климатическими изменениями, создание дешёвой и чистой электроэнергии, развитие институтов защиты природы, усиление защиты животных, развитие социокультурной жизни с учётом экологии и экологических последствий, защиту Швеции от внешних угроз и развитию демократии. | Все присоединятся к нам после энергоперехода!     | [ 42 ]   | [ 43 ]           |

### Дебаты
| Дебаты в рамках парламентских выборов в Швеции 2022 года | Дебаты в рамках парламентских выборов в Швеции 2022 года | Дебаты в рамках парламентских выборов в Швеции 2022 года | Дебаты в рамках парламентских выборов в Швеции 2022 года | Дебаты в рамках парламентских выборов в Швеции 2022 года | Дебаты в рамках парламентских выборов в Швеции 2022 года | Дебаты в рамках парламентских выборов в Швеции 2022 года | Дебаты в рамках парламентских выборов в Швеции 2022 года | Дебаты в рамках парламентских выборов в Швеции 2022 года | Дебаты в рамках парламентских выборов в Швеции 2022 года | Дебаты в рамках парламентских выборов в Швеции 2022 года | Дебаты в рамках парламентских выборов в Швеции 2022 года |            |               |                 |        |
| Дата                                                     | Время                                                    | Организатор                                              | С — состоялись. Н — не планировались.                    | С — состоялись. Н — не планировались.                    | С — состоялись. Н — не планировались.                    | С — состоялись. Н — не планировались.                    | С — состоялись. Н — не планировались.                    | С — состоялись. Н — не планировались.                    | С — состоялись. Н — не планировались.                    | С — состоялись. Н — не планировались.                    | С — состоялись. Н — не планировались.                    |            |               |                 |        |
| Дата                                                     | Время                                                    | Организатор                                              | СДРПШ                                                    | У                                                        | ШД                                                       | Ц                                                        | Л                                                        | ХД                                                       | Л                                                        | З                                                        | Источник                                                 |            |               |                 |        |
| -------------------------------------------------------- | -------------------------------------------------------- | -------------------------------------------------------- | -------------------------------------------------------- | -------------------------------------------------------- | -------------------------------------------------------- | -------------------------------------------------------- | -------------------------------------------------------- | -------------------------------------------------------- | -------------------------------------------------------- | -------------------------------------------------------- | -------------------------------------------------------- | ---------- | ------------- | --------------- | ------ |
| Дата                                                     | Время                                                    | Организатор                                              | 16 авг                                                   | 20:00                                                    | Expressen                                                | С Магдалена Андерссон                                    | С Ульф Кристерссон                                       | С Йимми Окессон                                          | C Анни Лёф                                               | С Нуши Дадгостар                                         | Источник                                                 | С Эбба Буш | С Юхан Персон | С Мэрта Стеневи | [ 44 ] |
| 17 авг                                                   | 21:00                                                    | Aftonbladet                                              | С Магдалена Андерссон                                    | С Ульф Кристерссон                                       | С Йимми Окессон                                          | C Анни Лёф                                               | С Нуши Дадгостар                                         | С Эбба Буш                                               | С Юхан Персон                                            | С Мэрта Стеневи                                          | [ 45 ]                                                   |            |               |                 |        |
| 31 авг                                                   | 11:45                                                    | Sveriges Radio                                           | С Ганс Дахлгрин                                          | С Тобиас Биллсторм                                       | С Маркус Вейхель                                         | C Мартин Адахи                                           | С Али Эсбати                                             | С Якоб Форссмед                                          | С Мария Нильсон                                          | С Мария Ферм                                             | [ 46 ]                                                   |            |               |                 |        |
| 2 сен                                                    | 15:00                                                    | Sveriges Radio                                           | С Магдалена Андерссон                                    | С Ульф Кристерссон                                       | С Йимми Окессон                                          | C Анни Лёф                                               | С Нуши Дадгостар                                         | С Эбба Буш                                               | С Юхан Персон                                            | С Мэрта Стеневи                                          | [ 47 ]                                                   |            |               |                 |        |
| 7 сен                                                    | 20:00                                                    | SVT                                                      | С Магдалена Андерссон                                    | С Ульф Кристерссон                                       | Н                                                        | Н                                                        | Н                                                        | Н                                                        | Н                                                        | Н                                                        | [ 48 ]                                                   |            |               |                 |        |
| 8 сен                                                    | 20:00                                                    | TV4                                                      | С Магдалена Андерссон                                    | С Ульф Кристерссон                                       | С Йимми Окессон                                          | C Анни Лёф                                               | С Нуши Дадгостар                                         | С Эбба Буш                                               | С Юхан Персон                                            | С Мэрта Стеневи                                          | [ 49 ]                                                   |            |               |                 |        |
| 9 сен                                                    | 20:00                                                    | SVT                                                      | С Магдалена Андерссон                                    | С Ульф Кристерссон                                       | С Йимми Окессон                                          | C Анни Лёф                                               | С Нуши Дадгостар                                         | С Эбба Буш                                               | С Юхан Персон                                            | С Мэрта Стеневи                                          | [ 50 ]                                                   |            |               |                 |        |
| 10 сен                                                   | 20:00                                                    | TV4                                                      | С Магдалена Андерссон                                    | С Ульф Кристерссон                                       | Н                                                        | Н                                                        | Н                                                        | Н                                                        | Н                                                        | Н                                                        | [ 51 ]                                                   |            |               |                 |        |

## Результаты выборов
|                             |                                              |           |        |               |              |  |  |
| Партия                      | Партия                                       | Голосов   | %      | Мест получено | +/-          |  |  |
|                             | Социал-демократическая рабочая партия Швеции | 1 964 474 | 30,33  | 107           | ▲ 7          |  |  |
|                             | Шведские демократы                           | 1 330 325 | 20,54  | 73            | ▲ 11         |  |  |
|                             | Умеренная коалиционная партия                | 1 237 428 | 19,10  | 68            | ▼ 2          |  |  |
|                             | Левая партия                                 | 437 050   | 6,75   | 24            | ▼ 4          |  |  |
|                             | Партия Центра                                | 434 945   | 6,71   | 24            | ▼ 7          |  |  |
|                             | Христианские демократы                       | 345 712   | 5,34   | 19            | ▼ 3          |  |  |
|                             | Партия зелёных                               | 329 242   | 5,08   | 18            | ▲ 2          |  |  |
|                             | Либералы                                     | 298 542   | 4,61   | 16            | ▼ 4          |  |  |
|                             | Партия нюанса                                | 28 352    | 0,44   | 0             | новая партия |  |  |
|                             | Альтернатива для Швеции                      | 16 646    | 0,26   | 0             | ▬            |  |  |
|                             | Гражданская коалиция                         | 12 882    | 0,20   | 0             | ▬            |  |  |
|                             | Пиратская партия Швеции                      | 9135      | 0,14   | 0             | ▬            |  |  |
|                             | Гуманистическая демократия                   | 6077      | 0,09   | 0             | новая партия |  |  |
|                             | Партия христианских ценностей                | 5983      | 0,09   | 0             | ▬            |  |  |
|                             | Knapptryckarna                               | 5493      | 0,08   | 0             | новая партия |  |  |
|                             | Феминистская инициатива                      | 8157      | 0,05   | 0             | ▬            |  |  |
|                             | Независимая сельская партия                  | 2215      | 0,03   | 0             | ▬            |  |  |
|                             | Прямые демократы                             | 1755      | 0,03   | 0             | ▬            |  |  |
|                             | Климатический альянс                         | 1702      | 0,03   | 0             | новая партия |  |  |
|                             | Единство                                     | 1356      | 0,02   | 0             | ▬            |  |  |
|                             | Коммунистическая партия Швеции               | 1175      | 0,02   | 0             | ▬            |  |  |
|                             | 68 партий, получивших менее 1000 голосов     | 4318      | 0,07   | 0             |              |  |  |
| Всего                       | Всего                                        | 6 477 970 | 100,00 | 349           |              |  |  |
|                             |                                              |           |        |               |              |  |  |
| Действительных бюллетеней   | Действительных бюллетеней                    | 6 477 970 | 98,93  |               |              |  |  |
| Недействительных бюллетеней | Недействительных бюллетеней                  | 6998      | 0,11   |               |              |  |  |
| Пустых бюллетеней           | Пустых бюллетеней                            | 62 833    | 0,96   |               |              |  |  |
| Всего бюллетеней            | Всего бюллетеней                             | 6 547 801 | 100,00 |               |              |  |  |
| Явка избирателей            | Явка избирателей                             | 7 775 390 | 84,21  |               |              |  |  |